# Каптурниця срібляста
Каптурниця срібляста (Cucullia argentina) — вид комах з родини Noctuidae. Один з 225 видів роду; один з 32 видів роду у фауні України.

## Морфологічні ознаки
Розмах крил — 28-36 мм. Передні крила білувато-вохристі, від основи до комірки крила розвинена довга срібляста пляма, простір від неї до вершини крила білуватий без металічного блиску. Задні крила білі, напівпрозорі.

## Поширення
Вид поширений локально у центральній та східній Європі, Кавказі, Малій, Передній та Центральній Азії, на сх. до Монголії, Афганістану та Пакистану.
В Україні відмічений в Одеській, Херсонській, Донецькій, Луганській, Сумській областях, м. Харкові та у Криму (поодинокі особини).

## Особливості біології
Ксерофільний вид. Дає 1 генерацію на рік. Літ імаго триває з кінця травня (окремі особини літають з кінця квітня) до третьої декади серпня. Гусінь живиться цілодобово на квітках різних видів полину, дорослу гусінь знаходили в липні та вересні — жовтні. Заселяє степові та напівпустельні ділянки, остепнені схили гір.

## Загрози та охорона
Загрози: розорювання цілинних ділянок степу.
Охороняється у складі ентомокоплексів Луганського ПЗ (відділення «Стрільцівський степ» та «Провальський степ»), у БЗ «Асканія Нова». Слід припинити розорювання цілинних ділянок степу.